# Servicio Sismológico Nacional (México)

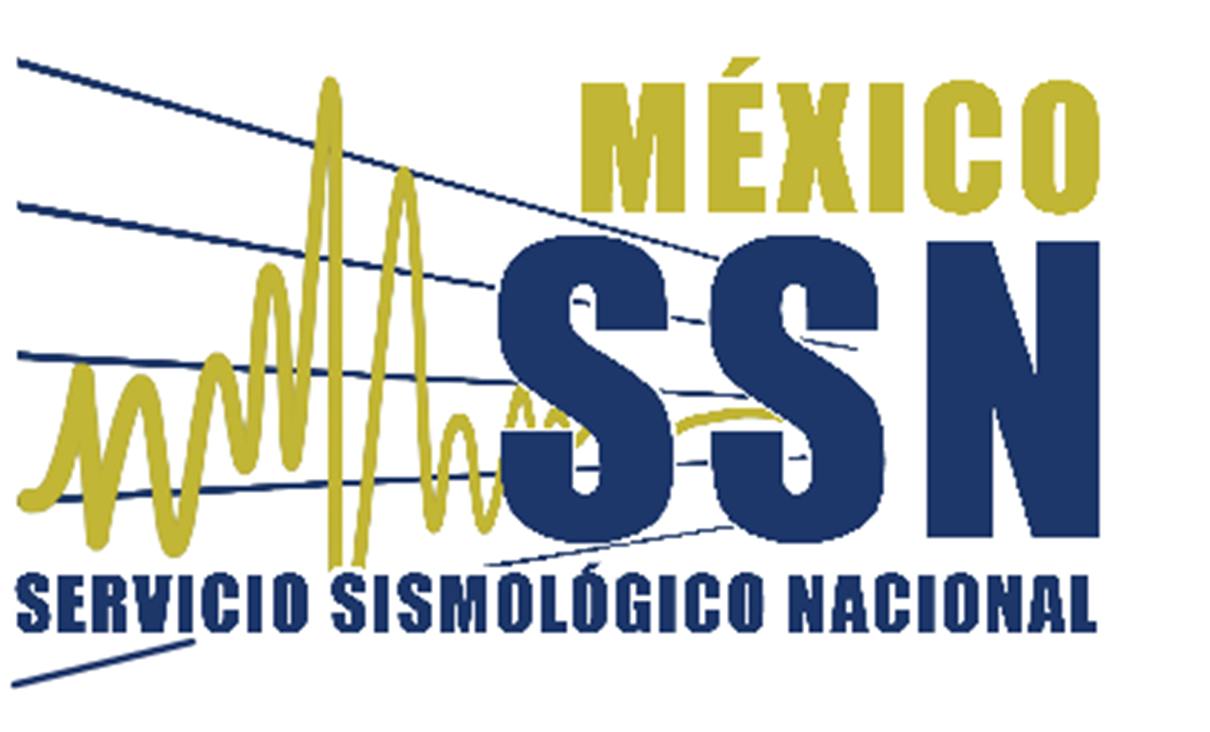
Logo del Servicio Sismológico Nacional, (SSN)

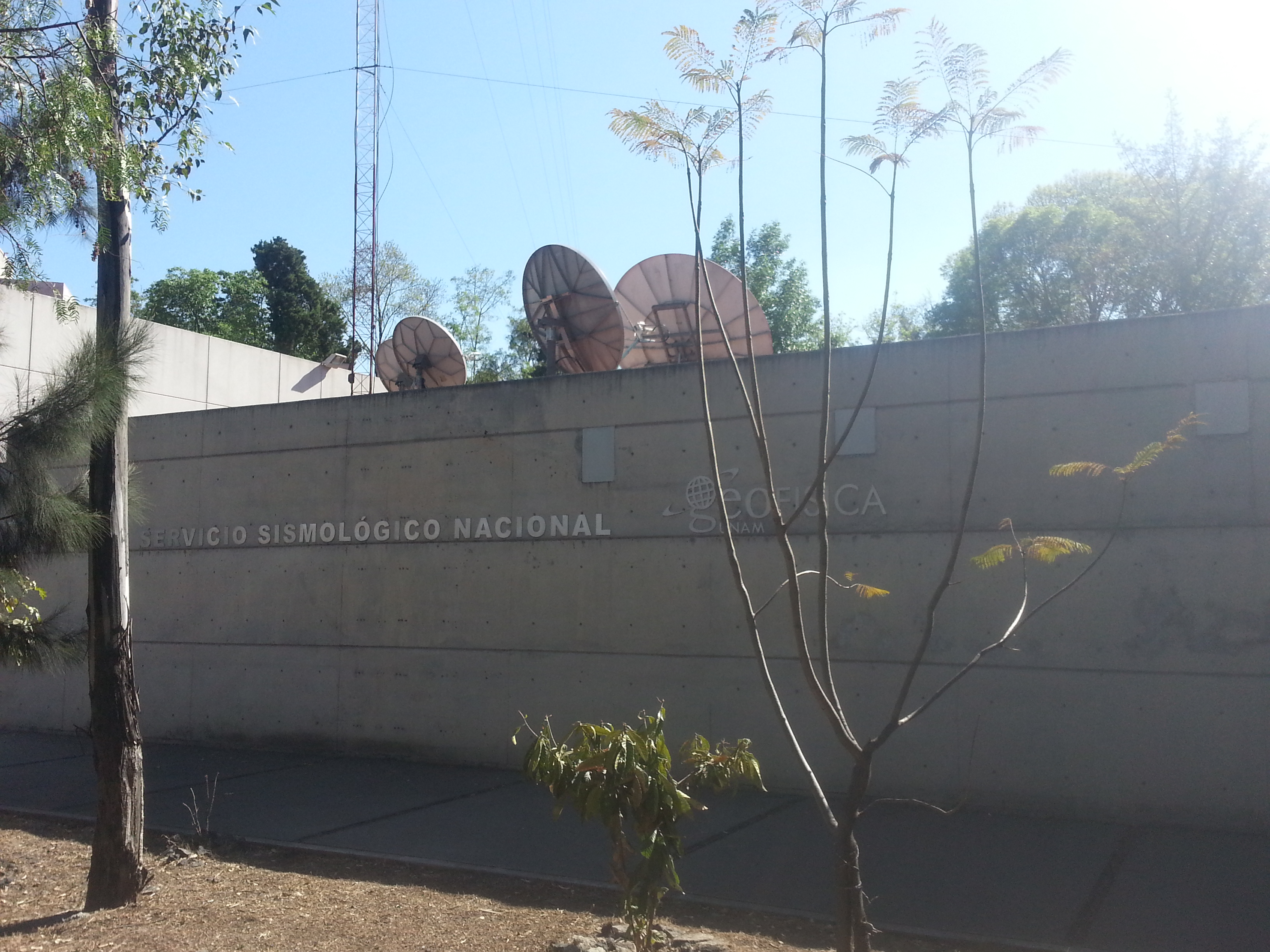
Servicio Sismológico Nacional, Instituto de Geofísica de la UNAM.

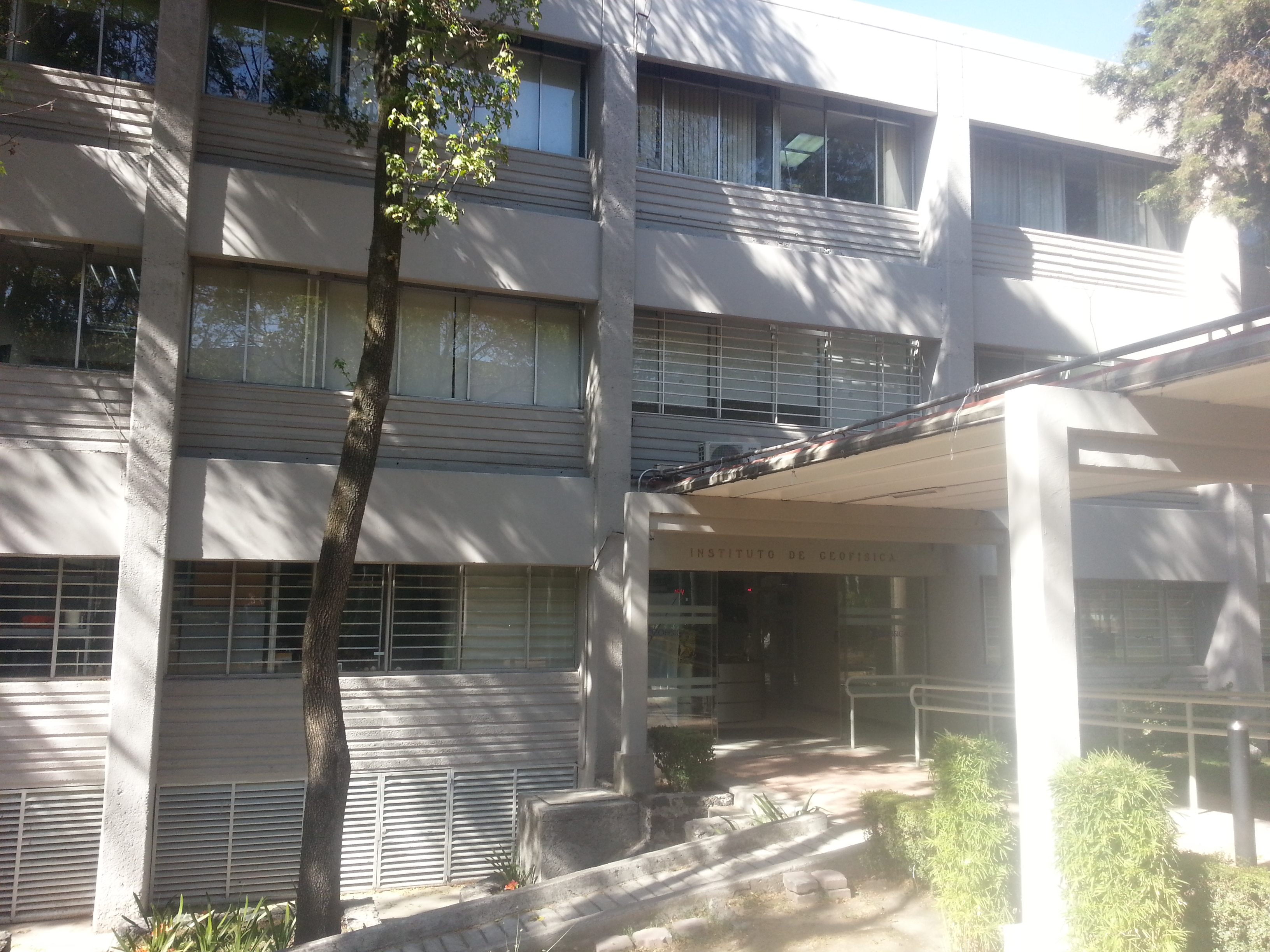
Instituto de Geofísica de la UNAM.

El Servicio Sismológico Nacional (SSN) de México es una dependencia del Instituto de Geofísica de la Universidad Nacional Autónoma de México. Tiene como misión establecer y mantener una red de monitoreo de sismos en el país, que opere con altos estándares de calidad y de manera continua.

## Historia
Fue creado en México el 5 de septiembre de 1910, a raíz de los compromisos acordados en una reunión llevada a cabo en Francia en abril de 1904 con la participación de dieciocho países, entre ellos México, y en el que se acordaría formar una Asociación Sismológica Internacional. Para entonces, el SSN dependía del Instituto Geológico Nacional que a su vez era dependiente de la Secretaría de Minería y Fomento. Desde su fundación hasta 1923, se habían instalado nueve estaciones sismológicas mecánicas autónomas en distintas partes de la República Mexicana con sismógrafos de fabricación alemana tipo "Wiechert". Las ciudades que contaban con dichas estaciones eran la Ciudad de México (Tacubaya) en el centro, hacía el poniente Guadalajara, en el centro-norte y norte Monterrey, Chihuahua y Zacatecas y hacia el oriente y sur-oriente Mérida, Oaxaca y Veracruz. Siete de estos aún funcionan en la actualidad.
En 1929, el Servicio Sismológico Nacional pasa a formar parte de la Universidad Nacional Autónoma de México y en 1948 al Instituto de Geofísica de dicha universidad. En el decenio de los años 60, se instalan por primera vez sismógrafos electromagnéticos alcanzando alrededor de veinte instrumentos autónomos. Con la finalidad de contar con una red de estaciones telemétricas en todo el país, se crea en la UNAM la Red Sísmica de Apertura Continental (RESMARC) a mediados del decenio de los años años 70. Para 1986, ésta red pasa a formar parte del SSN y dos años después, se amplía la red telemétrica con el apoyo de Petróleos Mexicanos. En 1992, con apoyo de la Secretaría de Gobernación y de la UNAM, se modernizó la Red Sismológica Nacional y se creó la Red de Observatorios Sismológicos de Banda Ancha.

## Infraestructura

### Redes Sismológicas de Banda Ancha
Cuenta con 61 estaciones de Banda Ancha distribuidas en toda la República Mexicana. Estas registran la sismicidad recurrente en todo el territorio y son monitoreadas las 24 horas los 365 días del año.

### Red Sismológica del Valle de México
La Red Sísmica del Valle de México (RSVM) cuenta a la fecha con 31 estaciones digitales. Una parte de ellas están equipadas con sensores marca Guralp modelo CMG-6TD con un digitalizador de 3 canales y antena GPS; mientras que otra parte están equipadas con sensores marca Reftek modelo 151-60 de 6 canales y antena GPS. La transmisión se realiza vía Internet o radio frecuencia y cuentan también con equipo de alimentación eléctrica. En su mayoría, las estaciones de la Red del Valle de México, se localizan en el Estado de México y rodean la Ciudad de México.
Entre sus acciones se encuentran:
- Mantener un monitoreo continuo de los fenómenos sísmicos que tienen lugar en el país, usando instrumentos de aceleración, velocidad y desplazamiento.
- Distribuir la información de manera oportuna y eficiente de la localización y magnitud de un sismo. También, cuando sea el caso y la cobertura de la red lo permita, proporcionar a las instancias correspondientes los parámetros necesarios para emitir alertas tempranas o iniciar protocolos de protección civil.
- Archivar y distribuir de manera eficiente a la comunidad científica mundial, toda la información y datos generados.
- Establecer y mantener un programa de difusión y divulgación de la sismología.